# گابریل سنجاری
گابریل سنجاری (سریانی کلاسیک: ܓܒܪܐܝܠ ܕܫܝܓܪ) درست‌بد (پزشک دربار) شاهنشاه خسرو پرویز ساسانی (حک. ۵۹۰–۶۲۸) بود. وی در رقابت‌های میان‌مسیحی در امپراتوری ساسانی نقش عمده‌ای داشت.

## زندگی
گابریل در سنجار در یک خانواده مسیحی نستوری زاده شد و بعدها به فرقه یعقوبی روی آورد و به همین جهت از یعقوبی‌ها شدیداً پشتیبانی می‌کرد. میان او و سبریشوع اختلاف پدید آمد و سبریشوع او را به خاطر زندگی خصوصی‌ای که داشت، تکفیر کرد. گابریل نزد خسرو بسیار گرامی بود. پس از آنکه شیرین که خواهان داشتن فرزند بود، در اثر معالجات این پزشک و دعاهای سنت سرجیوس صاحب پسری شد (همان که نامش را مردانشاه گذاشتند)، عزت و احترام و مقام گابریل در دربار ارتقا یافت. شیرین تابع آیین یعقوبی شد و در نتیجه فرقهٔ مزبور کاملاً قدرت و تسلط یافت.
پس از درگذشت سبریشوع، شیرین از خسرو خواست تا مقام جاثلیقی را به گرگوار، معلم مدرسهٔ سلوکیه، اعطا کند. گرگوار مردی عالم و فرزانه، ولی آزمند و پرخور بود. پس از چهار سال ریاست، در ۶۰۸ یا ۶۰۹ فوت کرد و اموال بسیاری از خود باقی گذاشت که خسرو همه را به نفع خزانه ضبط کرد. پس از گرگوار، مسیحیان چند سال بدون سرور و سالار ماندند؛ چه خسرو در اثر نفوذ شیرین و گابریل، اجازه نمی‌داد که کسی از نستوری‌ها به ریاست برسد. نزاع پیشین دو گروه، در این باره که آیا یک طبیعت در عیسی وجود دارد یا دو طبیعت، بار دیگر سربرآورد. نستوری‌ها، مهران گشنسب را که از خاندانی ممتاز بود، به سوی خود کشیدند و او را با نام گیورگیس تعمید دادند و تحت حمایت او قرار گرفتند. قسمتی از زندگانی و سرگذشت او در اعمال شهدای نصرانی آمده‌است. دُرُستبَد گابریل او را متهم به انکار دین زرتشتی نمود، و به قدری کوشید که شاه دستور داد مهران گشنسب را دستگیر کردند و به صلیب کشیدند.
پس از فوت گابریل، یزدین، واستریوشان‌سالار که نستوری بود، سعی بسیار کرد تا از شاه اجازه بگیرد تا نستوریان بتوانند جاثلیقی انتخاب کنند، اما کوشش‌هایش - به احتمال، در اثر مخالفت‌های شیرین - به نتیجه‌ای نرسید.